# Abubakar Bello-Osagie
Abubakar Bello-Osagie, mais conhecido como Abu ou Abubakar (Benin City, 11 de agosto de 1988), é um futebolista nigeriano que atua como meia. Atualmente, joga pelo Sliema Wanderers.
Nascido em Benin City, no estado de Edo, Abubakar é filho de um ex-jogador, que o incentivou a iniciar a carreira no futebol.

## Carreira
Abu teve passagens pelo River Plate da Argentina e pelo Internacional. No fim de 2007, foi contratado pelo Club de Regatas Vasco da Gama.
Abubakar começou muito jovem no River Plate, distante da sua terra natal. Mas durante uma visita do Internacional, que iria enfrentar o Boca Juniors na Argentina, o jovem jogador decidiu ir ao hotel onde o clube colorado estava hospedado. Isso criou a oportunidade do jogador se transferir para o Brasil, o que acabou por acontecer em 2006, quando, por intermédio do empresário Marcelo Housemann, Abubakar assinou um contrato de dois anos com o Internacional. Porém o jogador não teve a oportunidade de jogar pela equipe principal, treinando sempre com a equipe B.
Em Dezembro de 2007, com o seu contrato com o Internacional quase no fim, o Vasco da Gama, por indicação do ex-jogador Bismarck, comprou os direitos federativos do jogador e Abubakar rumou para o Rio de Janeiro.
Entretanto o jogador ficou sete meses longe dos jogos oficiais à espera do seu visto de trabalho. Em Julho finalmente teve a situação resolvida e no mesmo dia foi relacionado como reserva para o jogo frente ao Goiás. A sua estreia oficial aconteceu no jogo seguinte contra o Atlético Paranaense.
Em 30 de abril de 2009, o jogador foi contratado pelo Caxias.
Em 2010, transferiu-se para o Qormi, da Premier League de Malta, país localizado no sul europeu.